# Parafia Chrystusa Króla w Sikorkach
Parafia pw. Chrystusa Króla w Sikorkach – parafia rzymskokatolicka z siedzibą w Sikorkach, należąca do dekanatu Golczewo, archidiecezji szczecińsko-kamieńskiej, metropolii szczecińsko-kamieńskiej. W parafii posługują księża diecezjalni. Według stanu na wrzesień 2018 proboszczem parafii był ks. Tomasz Perz. 

## Kościół parafialny
Kościół pw. Chrystusa Króla w Sikorkach

## Kościoły filialne i kaplice
- Kościół pw. św. Jana Chrzciciela w Grabiniu[1]
- Kościół w Łęgnie[1]
- Kościół pw. św. Józefa w Orzechowie[1]
- Kościół pw. św. Marcina w Wołowcu[1]